# Maximilian Fuchs (Rechtswissenschaftler)
Maximilian Fuchs (* um 1950) ist ein deutscher Rechtswissenschaftler.

## Leben
Nach dem Studium der Rechtswissenschaften an der Universität Regensburg, der Promotion 1979 an der Rechtswissenschaftlichen Fakultät der Universität Regensburg
und der Habilitation 1990/1991 in München war er von 1993 bis 2015 Professor für Bürgerliches Recht, Deutsches und Europäisches Arbeits- und Sozialrecht an der Wirtschaftswissenschaftlichen Fakultät der Universität Eichstätt-Ingolstadt.

## Schriften (Auswahl)
- Die allgemeine Rechtstheorie Santi Romanos. Berlin 1979, ISBN 3-428-04539-4.
- mit Heinrich Scholler: Mehrbedarfsorientierte Sozialleistungen im Rahmen bürgerlich-rechtlicher Unterhaltsansprüche. Heidelberg 1985, ISBN 3-8114-0485-7.
- mit Thomas P. Stähler: Schwerbehindertengesetz. Mit Ausgleichsabgabeverordnung, Werkstättenverordnung, Ausweisverordnung, Wahlordnung und Erläuterungen. München 1994, ISBN 3-406-38783-7.
- mit Ulrich Preis und Wiebke Brose: Sozialversicherungsrecht und SGB II. Lehrbuch für Studium und Praxis. Berlin 2021, ISBN 3-11-064888-1.